# Оук-Гроув (Луїзіана)
Оук-Гроув (англ. Oak Grove) — місто (англ. town) в США, в окрузі Вест-Керролл штату Луїзіана. Населення — 1441 особа (2020).

## Географія
Оук-Гроув розташований за координатами 32°51′44″ пн. ш. 91°23′28″ зх. д. / 32.86222° пн. ш. 91.39111° зх. д. (32.862158, -91.391220).  За даними Бюро перепису населення США в 2010 році місто мало площу 4,51 км², з яких 4,45 км² — суходіл та 0,06 км² — водойми.

## Демографія
Згідно з переписом 2010 року, у місті мешкало 1727 осіб у 731 домогосподарстві у складі 451 родини. Густота населення становила 383 особи/км².  Було 829 помешкань (184/км²).
Расовий склад населення:
| - 66,8 % — білих - 29,4 % — чорних або афроамериканців - 0,8 % — азіатів - 0,6 % — корінних американців - 1,2 % — осіб інших рас |

До двох чи більше рас належало 1,3 %. Частка іспаномовних становила 2,8 % від усіх жителів.
За віковим діапазоном населення розподілялося таким чином: 24,1 % — особи молодші 18 років, 54,3 % — особи у віці 18—64 років, 21,6 % — особи у віці 65 років та старші. Медіана віку мешканця становила 43,3 року. На 100 осіб жіночої статі у місті припадало 84,5 чоловіків;  на 100 жінок у віці від 18 років та старших — 79,6 чоловіків також старших 18 років.
Середній дохід на одне домашнє господарство  становив 43 505 доларів США (медіана — 28 938), а середній дохід на одну сім'ю — 53 133 долари (медіана — 43 875). За межею бідності перебувало 22,7 % осіб, у тому числі 28,6 % дітей у віці до 18 років та 17,0 % осіб у віці 65 років та старших.
Цивільне працевлаштоване населення становило 557 осіб. Основні галузі зайнятості: роздрібна торгівля — 22,3 %, освіта, охорона здоров'я та соціальна допомога — 21,0 %, публічна адміністрація — 13,3 %, виробництво — 8,4 %.